# David Gilmour (Badminton)
David Gilmour (* 2. September 1971) ist ein schottischer Badmintonspieler. 

## Karriere
David Gilmour gewann in Schottland acht Juniorentitel, bevor er 2004 erstmals bei den Erwachsenen erfolgreich war. Drei weitere Titel folgten bis 2008. 1993 und 1995 nahm er an den Badminton-Weltmeisterschaften teil.

## Sportliche Erfolge
| Saison | Veranstaltung                       | Disziplin    | Platz | Partner/in        |
| ------ | ----------------------------------- | ------------ | ----- | ----------------- |
| 1987   | Schottland: Juniorenmeisterschaften | Mixed        | 1     | Jillian Haldane   |
| 1988   | Schottland: Juniorenmeisterschaften | Herreneinzel | 1     | -                 |
| 1988   | Schottland: Juniorenmeisterschaften | Herrendoppel | 1     | Gordon Haldane    |
| 1989   | Schottland: Juniorenmeisterschaften | Mixed        | 1     | Jillian Haldane   |
| 1989   | Schottland: Juniorenmeisterschaften | Herreneinzel | 1     | -                 |
| 1989   | Schottland: Juniorenmeisterschaften | Herrendoppel | 1     | Craig Robertson   |
| 1990   | Schottland: Juniorenmeisterschaften | Mixed        | 1     | Jillian Haldane   |
| 1990   | Schottland: Juniorenmeisterschaften | Herreneinzel | 1     | -                 |
| 1997   | Schottland: Einzelmeisterschaften   | Mixed        | 1     | Elinor Middlemiss |
| 2004   | Schottland: Einzelmeisterschaften   | Herrendoppel | 1     | Craig Robertson   |
| 2005   | Schottland: Einzelmeisterschaften   | Herrendoppel | 1     | Craig Robertson   |
| 2006   | Schottland: Einzelmeisterschaften   | Herrendoppel | 1     | Craig Robertson   |
| 2008   | Schottland: Einzelmeisterschaften   | Herrendoppel | 1     | Andrew Bowman     |